# Symfonie nr. 4 (Wiren)
Dag Wirén voltooide zijn Symfonie nr. 4 (opus 27) in 1952. Hij begon er het jaar daarvoor aan. Hierna zou Wirén nog één symfonie schrijven, opus 38.
Wirén had in die jaren veel inspiratie. Regelmatig componeerde hij filmmuziek en theatermuziek, maar daar tussendoor schreef hij ook in de klassieke genres, zoals zijn pianoconcert en strijkkwartet, qua opusnummers respectievelijk voor en na de vierde gecomponeerd. Wirén componeerde zijn vierde symfonie in klassieke stijl; er is nauwelijks een dissonant in te vinden en de muziek is melodieus. Wirén vond dat hijzelf componeerde in de Europese stijl en niet in die van Scandinavië. Het werk is gebouwd rondom één centraal thema dat zich direct in deel 1 aandient.

## Delen
1. Tempo moderato (7 minuten)
2. molto vivace (2 minuten)
3. Tempo moderato (7 minuten)

## Orkestratie
- 2 dwarsfluiten waarvan 1 ook piccolo, 2 hobo's, 2 klarinetten, 2 fagotten;
- 4 hoorns, 2 trompetten, 3 trombones, 1 tuba
- 1 stel pauken, percussie waaronder tamtam en kleine trom,
- violen, altviolen, celli, contrabassen.

De eerste uitvoering vond plaat op 30 november 1951 voor een radio-uitzending; orkest van dienst was het Symfonieorkest van de Zweedse Radio onder leiding van Sten Frykberg; een datum van eerste openbare uitvoering is niet bekend.

## Discografie
Qua populariteit kan het werk niet in de schaduw staan van Wiréns Serenade voor strijkorkest (meer dan 20 opnamen):
- Uitgave Swedish Society 1035: Zweeds Radio Symfonieorkest onder leiding van Sixten Ehrling, een opname van 4 maart 1956;
- Uitgave CPO: Norrköpings Symfoniorkester onder leiding van Thomas Dausgaard

## Bron
- de compact disc van Swedish Society
- Dag Wiren Stichting[dode link]